# هولتسگونتس
هولتسگونتس (به آلمانی: Holzgünz) یک شهر در آلمان است که در اونترالگوی واقع شده‌است. هولتسگونتس ۱٬۱۷۰ نفر جمعیت دارد.